# Puchar Europy Mistrzów Klubowych (1977/1978)
XXIII Puchar Europy Mistrzów Klubowych 1977/1978

(ang. European Champion Clubs’ Cup)

## I runda
| FC Basel – SSW Innsbruck 1:3 i 1:0 1 14.09 1977 1:0 von Wartburg 22, 1:1 Welzl 41, 1:2 Welzl 47k, 1:3 Constantini 50 2 28.09 1977 1:0 Maissen 62 (mecz w Salzburgu)                                                                                                 |
| Celtic F.C. – Jeunesse Esch 5:0 i 6:1 1 14.09 1977 1:0 McDonald 15, 2:0 Wilson 36, 3:0 Craig 33, 4:0 Craig 58, 5:0 McLouglin 83 2 28.09 1977 0:1 Guliano 1, 1:1 Lennox 30, 2:1 Galvin 52, 3:1 McGraig 56, 4:1 Lennox 66, 5:1 A. Edvaldsson 66, 6:1 A. Edvaldsson 76 |
| SL Benfica – Torpedo Moskwa 0:0 i 0:0 (dog), karne 4:1 1 14.09 1977 2 28.09 1977 |
| Dynamo Drezno – Halmstads BK 2:0 i 1:2 1 14.09 1977 1:0 Heidler 70, 2:0 Schade 84 2 28.09 1977 0:1 Johansson 17, 1:1 Heidler 64, 1:2 Larsson 89 |
| Dukla Praga – FC Nantes 1:1 i 0:0 1 14.09 1977 0:1 Amisse 35, 1:1 Vizek 56 2 28.09 1977 |
| Floriana FC – Panathinaikos AO 1:1 i 0:4 1 14.09 1977 1:0 Xuereb 16, 1:1 Aslanidis 26 (mecz w Gzirze) 2 28.09 1977 0:1 Alvarez 24, 0:2 Antoniadis 35, 0:3 Antoniadis 40k, 0:5 Gonios 85                                                                             |
| Kuopion Palloseura – Club Brugge 0:4 i 2:5 1 14.09 1977 0:1 van der Eycken 49, 0:2 Cools 50, 0:3 Lambert 64, 0:4 Davies 78 2 28.09 1977 0:1 Davies 17, 1:1 Monhonen 20, 1:2 van der Eycken 33, 1:3 Davies 35, 1:4 Simoen 47, 2:4 Laikonen 62, 2:5 Maes 85           |
| Lewski Spartak Sofia – Śląsk Wrocław 3:0 i 2:2 1 14.09 1977 1:0 Panow 20, 2:0 Milanow 40, 3:0 Milanow 42 2 28.09 1977 0:1 Pawłowski 28, 1:1 Panow 29, 2:1 Panow 58, 2:2 Kopycki 75                                                                                  |
| Lillestrøm SK – AFC Ajax 2:0 i 0:4 1 14.09 1977 1:0 Lönsdal 2, 2:0 Johansen 14 (mecz w Oslo) 2 28.09 1977 0:1 Birkelund 6s, 0:2 Geels 32, 0:3 La Ling 51, 0:4 La Ling 83                                                                                            |
| Omonia Nikozja – Juventus F.C. 0:3 i 0:2 1 14.09 1977 0:1 Bettega 34, 0:2 Fanna 42, 0:3 Virdis 59 2 28.09 1977 0:1 Boninsegna 11, 0:2 Virdis 25 |
| FK Crvena zvezda – Sligo Rovers 3:0 i 3:0 1 14.09 1977 1:0 Džajić 54, 2:0 Jelikić 67, 3:0 Džajić 80 2 28.09 1977 1:0 Filipović 5, 2:0 Jovanović 43, Filipović 60 |
| Trabzonspor – Boldklubben 1903 1:0 i 0:2 1 14.09 1977 1:0 Necdet 73 2 28.09 1977 0:1 Lars Francker 39, 0:2 Lars Francker 81 |
| Vasas SC – Borussia Mönchengladbach 0:3 i 1:1 1 14.09 1977 0:1 Schäfer 17, 0:2 Simonsen 34, 0:3 Wohlers 45 2 28.09 1977 0:1 Simonsen 64, 1:1 Izsó 77 |
| Knattspyrnufélagið Valur – Glentoran F.C. 1:0 i 0:2 1 15.09 1977 1:0 Bergs 38 2 29.09 1977 0:1 Robson 18, 0:2 Jamieson 73 |
| FC Dinamo Bukareszt – Atlético Madryt 2:1 i 0:2 1 15.09 1977 1:0 Vrinceanu 14, 1:1 Pereira 57, 2:1 D. Georgescu 74 2 28.09 1977 0:1 Benegas 67, 0:2 Rubén Cano 71                                                                                                   |
| Wolny los: Liverpool |

## II runda
| SL Benfica – Boldklubben 1903 1:0 i 1:0 1 19.10 1977 1:0 Pereira 47k 2 02.11 1977 1:0 Pietra 49 |
| Club Brugge – Panathinaikos AO 2:0 i 0:1 1 19.10 1977 1:0 Davies 24k, 2:0 Cools 72 2 02.11 1977 0:1 Gonios 82 |
| Celtic F.C. – SSW Innsbruck 2:1 i 0:3 1 19.10 1977 1:0 Craig 48, 1:1 Kriess 54, 2:1 Burns 78 2 02.11 1977 0:1 Welzl 4, 0:2 Stering 21, 0:3 Oberacher 27 (mecz w Salzburgu)                                                         |
| Glentoran F.C. – Juventus F.C. 0:1 i 0:5 1 19.10 1977 0:1 Causio 40 2 02.11 1977 0:1 Virdis 10, 0:2 Virdis 20, 0:3 Boninsegna 53, 0:4 Fanna 70, 0:5 Benetti 77                                                                     |
| Lewski Spartak Sofia – AFC Ajax 1:2 i 1:2 1 19.10 1977 0:1 Geels 30, 0:2 Erkens 79, 1:2 Wojnow 80k 2 02.11 1977 0:1 Lerby 17, 1:1 Milanow 50, 1:2 Geels 69                                                                         |
| Liverpool – Dynamo Drezno 5:1 i 1:2 1 19.10 1977 1:0 Hansen 14, 2:0 Case 21, 3:0 Neal 43k, 4:0 Case 58, 5:0 R. Kennedy 66, 5:1 Häfner 76 2 02.11 1977 0:1 Kotte 47, 0:2 Sachse 52, 1:2 Heighway 67                                 |
| FC Nantes – Atlético Madryt 1:1 i 1:2 1 19.10 1977 0:1 Marcial 42, 1:1 Lacombe 47 2 02.11 1977 1:0 Lacombe 30, 1:1 Rubén Cano 76, 1:2 Pereira 80                                                                                   |
| FK Crvena zvezda – Borussia Mönchengladbach 0:3 i 1:5 1 19.10 1977 0:1 Schäfer 15, 0:2 Heynckes 45, 0:3 Simonsen 75 2 02.11 1977 0:1 Simonsen 17, 0:2 Simonsen 32, 1:2 Sušić 44, 1:3 Heynckes 60, 1:4 Nikolić 61s, 1:5 Wittkamp 86 |

## 1/4 finału
| SL Benfica – Liverpool 1:2 i 1:4 1 01.03 1978 1:0 Nene 13, 1:1 Case 36, 1:2 Hughes 71 2 15.03 1978 0:1 Callaghan 6, 0:2 Dalglish 17, 1:2 Nene 25, 1:3 McDermott 76, 1:4 Neal 87 |
| AFC Ajax – Juventus F.C. 1:1 i 1:1 (dog), karne 0:3 1 01.03 1978 0:1 Causio 39, 1:1 van Dord 86 2 15.03 1978 0:1 Tardelli 21, 1:1 La Ling 76                                    |
| Club Brugge – Atlético Madryt 2:0 i 2:3 1 01.03 1978 1:0 Courant 43, 2:0 de Cubber 53 2 15.03 1978 0:1 Benegas 21, 0:2 Marcial 31, 1:2 Cools 55, 1:3 Marcial 56, 2:3 Lambert 68 |
| SSW Innsbruck – Borussia Mönchengladbach 3:1 i 0:2 1 01.03 1978 1:0 P. Koncilia 10, 2:0 Kriess 23, 3:0 Schwarz 26, 3:1 Heynckes 60 2 15.03 1978 0:1 Bonhof 18k, 0:2 Heynckes 32 |

## 1/2 finału
| Borussia Mönchengladbach – Liverpool 2:1 i 0:3 1 29.03 1977 1:0 Hannes 28, 1:1 Johnston 89, 2:1 Bonhof 90 2 12.04 1977 0:1 R. Kennedy 6, 0:2 Dalglish 35, 0:3 Case 54 |
| Juventus F.C. – Club Brugge 1:0 i 0:2 (dog) 1 29.03 1977 1:0 Bettega 86 2 12.04 1977 0:1 Bastijns 3, 0:2 van der Eycken 116                                           |

## Finał
| 10 maja 1978 Londyn Stadion Wembley (92 000) Liverpool – Club Brugge 1:0 (0:0) Sędzia: Charles G. R. Corver (Holandia) Bramki: 1:0 Kenny Dalglish 64 Żółte kartki: Case / van der Eycken Liverpool Football Club (trener Bob Paisley): Ray Clemence – Phil Neal, Phil Thompson, Alan Hansen, Emlyn Hughes (kapitan), Jimmy Case (63 Steve Heighway), Terry McDermott, Ray Kennedy, Kenny Dalglish, David Fairclough, Graeme Souness Club Brugge Koninklijke Voetbalvereniging (trener Ernst Happel): Birger Jensen – Alfons Bastijns (kapitan), Georges Leekens, Eduard Krieger, Gino Maes (70 Jos Volders), Julien Cools, René van der Eycken, Lajos Kü (58 Dirk Sanders), Dany de Cubber, Jan Simeon, Jan Sörensen |